# Manche (mer)
Pour les articles homonymes, voir Manche.

La Manche est classiquement divisée en trois grands secteurs : Manche occidentale, centrale et Manche orientale.

La Manche (en anglais : English Channel ; en breton : mor Breizh ; en cornique : Mor Bretannek ; en normand : Maunche ; en ouest-flamand : iengels Kanoal ; en picard : Manche) est une mer épicontinentale de l'océan Atlantique, située dans le Nord-Ouest de l'Europe.
Elle s'étend sur une superficie d'environ 75 000 km2 et sépare la France du Royaume-Uni ; longue d'environ 530 km, large de 176 km à son extrémité ouest, de 41 km à son extrémité est et profonde de 180 m en son point le plus profond avec une valeur moyenne de 54 mètres. L'extrémité orientale de la Manche constitue le pas de Calais, l'une des zones maritimes les plus fréquentées du globe. L'eau de cette zone est très turbide, tout en restant oxygénée. 

## Le nom de la Manche

### Attestations anciennes
D'anciennes dénominations sont attestées :
- Mare Britannicum à l'époque romaine ;
- Mare Gallicum à l'époque romaine ;
- « mer du côté de la Gaule » à l'époque romaine ;
- Oceanus Gallicus au VIe - VIIe siècle (Isidore de Séville) ;
- mare anglicum au XIIe siècle (Suger)[8] ;
- Gallico mari au XIIe siècle (Guillaume de Newburgh)[9] ;
- « bras de mer qui, au sud du pays, permet de naviguer vers la Gaule » vers 1100 - 1155 (Geoffroy de Monmouth)[10] ;
- « par-delà la mer » fin XIVe (Jean Froissart) ;
- Oceanus Britannicus en 1477 (Taddeo Crivelli) ;
- Oceanus Britannicus en 1482 (Nicolaus Germanus) ;
- Britannico Oceano en 1482 (Francesco Berlinghieri) ;
- Mare Anglica en 1540 (Sébastien Münster)[11] ;
- Mer Oceane ou mare oceanum au XVIe siècle sur diverses cartes ;
- Britannicus Oceanus et La Grand Mer Occeane en 1570[12] ;
- Oceanus Britannicus au XVIe siècle ;
- Mer de France & d’Angleterre en 1587[13] ;
- Mare Britannicum au XVIe siècle (Jean Jolivet) ;
- British Ocean en 1595 (John Norden)[14] ;
- Channel en 1593 (Shakespeare)[15] ;
- mare normandicum, ocean de bretaigne, mer de France au XVIe - XVIIe siècle ;
- British Sea or the Chanell au XVIIe siècle ;
- The British or Narrow Sea jusqu'au XVIIe siècle ;
- le Manche (nom masculin) en 1639 (Nicolas Sanson)[16] ;
- la manche d’Angleterre en 1611 (Cotgrave)[17] ;
- La Mer Britannique, vulgairement la Manche en 1623[18] ;
- British Channel en 1745[19] ;
- English Channel fin du XVIIe siècle.

### Étymologie
Le bras de mer qui sépare la Grande-Bretagne de l'Europe continentale aurait été nommé Manche britannique par métaphore avec le nom commun manche qui désigne la pièce de vêtement dans laquelle s'enfile le bras. Bien qu'en 1768, Antoine-Augustin Bruzen de La Martinière répertorie dans son grand dictionnaire géographique, historique, et critique, plus de quinze Manche, l'usage va tout au long des siècles suivants restreindre le mot à la simple dénomination de la Manche britannique, les autres bras de mer étant appelés détroit ou canal selon leur taille.

## Géographie

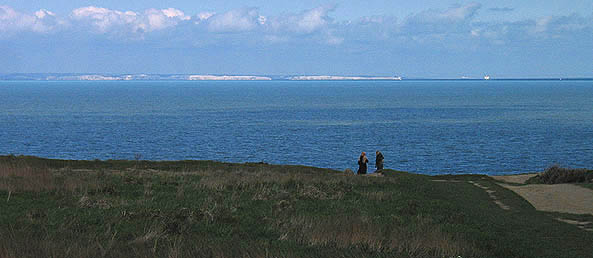
Vue des falaises de Douvres de la côte de France.

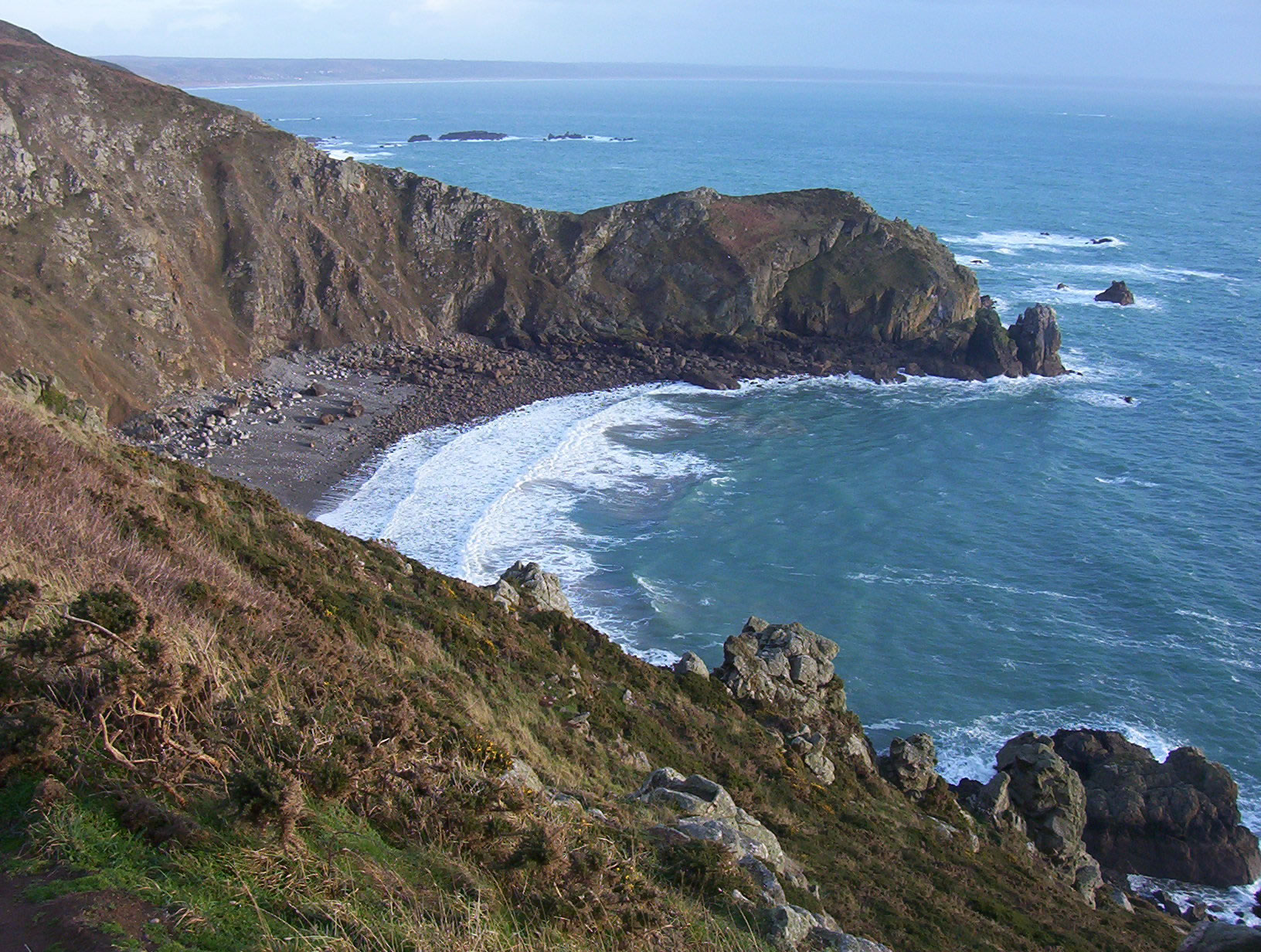
Nez de Jobourg, où affleurent les plus vieilles roches de France.

La Manche appartient au plateau continental du Nord-Ouest de l'Europe. Formant un bassin sédimentaire, les fonds constituent une plaine sédimentaire faiblement incliné vers l'Ouest. Sa couverture mésozoïque et cénozoïque est affectée par d'importantes fractures qui s'ordonnent suivant trois directions principales, N 130° en Manche orientale, N 90° en Manche centrale, N 70° en Manche occidentale où les failles forment un étroit faisceau dénommé accident Aurigny-Ouessant.

### Formation
L'origine géologique de cette « mer-fleuve » épicontinentale est encore mal comprise. Les données géophysiques récentes acquises grâce aux sondeurs multifaisceaux et aux données de réflexions sismiques de haute résolution ont permis de constituer des relevés de plus en plus détaillés des fonds (par le SHOM en France). On commence à mieux comprendre la nature sédimentaire des fosses, dont la fosse centrale de la Manche, qui pourrait avoir une origine tectonique et/ou avoir été creusée par le « fleuve Manche » durant les dernières phases glaciaires.
Deux hypothèses sont avancées pour expliquer la formation de la mer il y a près de 500 000 ans lors d'un optimum glaciaire : l'une met en jeu un processus purement hydraulique avec la formation d’une immense vallée fluviatile par érosion progressive des falaises crayeuses. L'autre suppose l'existence d'un lac proglaciaire créé dans le sud de la mer du Nord, et qui a commencé à déborder lors de la période interglaciaire qui a suivi, passant au-dessus de la crête rocheuse (entre Douvres et Calais), créant une chute d’eau d’environ 32 kilomètres de long, quelques kilomètres de large et 100 mètres de haut, et se déversant dans la vallée steppique en dessous.
Au cap Lizard affleure une série ophiolitique (voir Lizard complex (en)), signe d'une suture océanique, d'âge varisque. La Hague, quant à elle, recèle les plus vieilles roches de France (voir cycle icartien).

### Limites

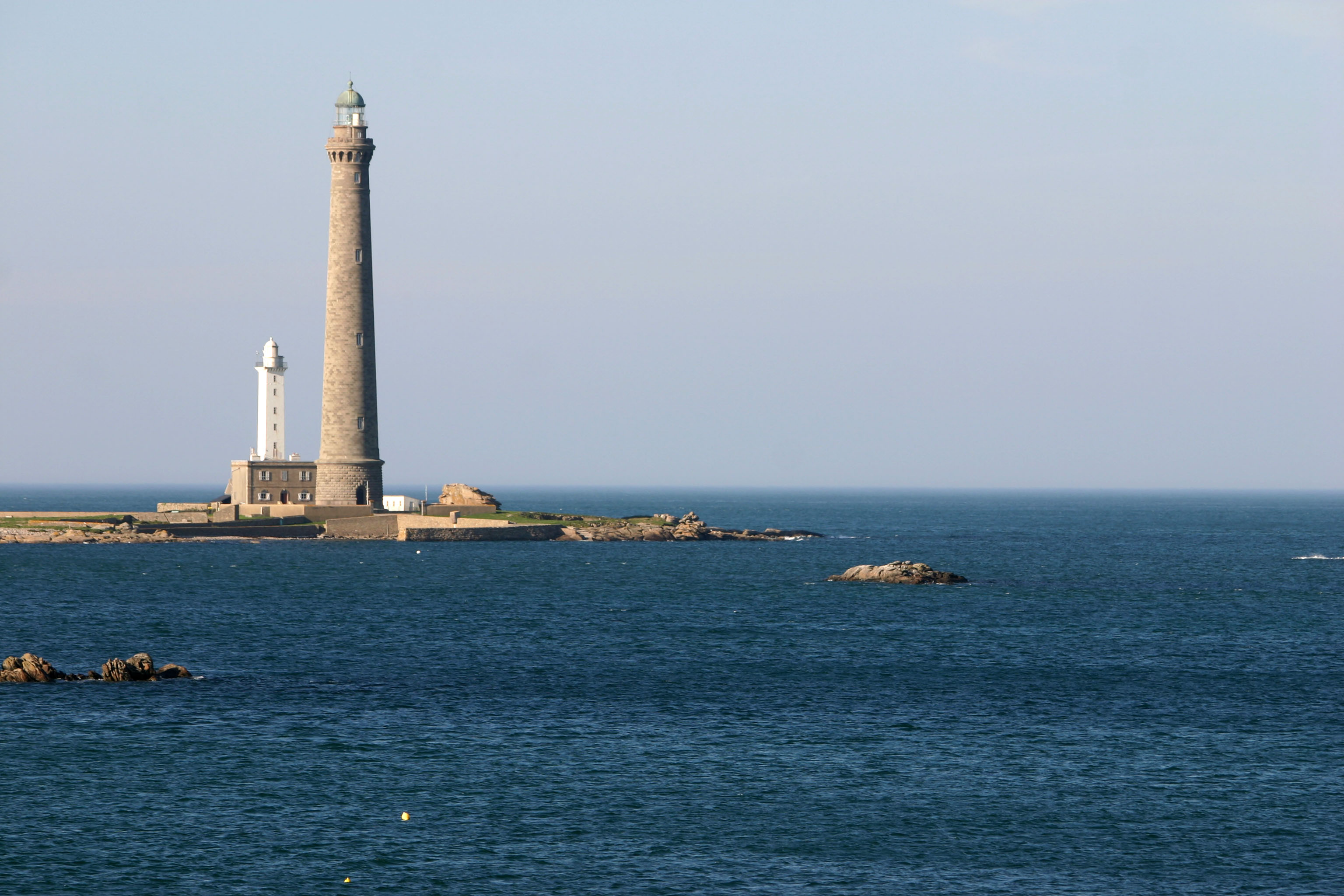
Phare de l'île Vierge.

Frontière entre la France et les îles Britanniques. Les îles Anglo-Normandes sont enclavées au sein de la ZEE française.

D'un point de vue géographique, la Manche n'a pas de limite stricte avec l'océan mondial. Elle communique avec la mer du Nord par le pas de Calais à l'est et avec la mer Celtique à l'ouest, cette dernière ouvrant directement sur l'océan Atlantique.
L'Organisation hydrographique internationale définit les limites de la Manche de la façon suivante :
- Avec la mer du Nord : une ligne joignant Leathercote Point (Dover Patrol Memorial, au nord-est de Douvres) (51° 10′ 02″ N, 1° 24′ 08″ E) au phare de Walde (à l'est-nord-est de Calais) (50° 59′ 40″ N, 1° 54′ 55″ E) ;
- Avec la mer Celtique : une ligne joignant l'île Vierge (Finistère) (48° 38′ 24,3″ N, 4° 34′ 10,35″ O) à Land's End (Cornouailles) (50° 03′ 57″ N, 5° 42′ 54″ O).

Les pays qui bordent la Manche sont :
- le Royaume-Uni au nord ;
- les bailliages de Guernesey et de Jersey, dépendances de la Couronne, au sud ;
- la France au sud.

### Courantologie et hydrologie

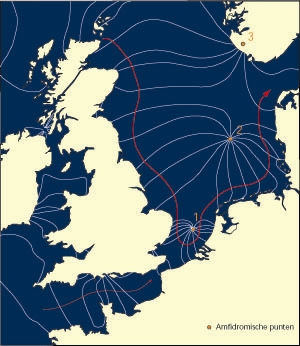
Lignes cotidales.

Les courants s'orientent globalement vers l'est en marée montante, et vers l'ouest après la « renverse des courants » à marée descendante, mais le bilan entre les deux mouvements contraires montre toutefois un différentiel en faveur d'un lent mouvement de la masse d'eau vers le nord. Il faut de 110 à 152 jours pour que les eaux aillent de La Hague au pas de Calais. Le raz Blanchard est le plus fort courant de marée de la Manche. La baie du Mont-Saint-Michel présente un marnage de 15 mètres.
Les principaux fleuves se jetant dans la Manche sont, pour la France : la Slack ; le Wimereux ; la Liane ; la Canche ; l'Authie ; la Somme ; la Bresle ; la Veules ; la Seine ; la Touques ; la Dives ; l'Orne ; la Vire ; la Douve ; la Sée ; la Sélune ; le Couesnon ; la Rance ; le Gouët ; le Trieux ; le Jaudy ; le Léguer ; le Dossen ; et la Penzé ; et pour le Royaume-Uni : le Tamar ; l'Exe ; ainsi que les tributaires de Poole Harbour et Southampton Water.

### Îles et baies
Après l'île de Wight, en Angleterre, les plus grandes îles sont les îles Anglo-Normandes (ou îles de la Manche). Ces dernières sont britanniques, mais ne font pas partie du Royaume-Uni.
Les îles françaises sont moins étendues. Mentionnons, Île-de-Batz au large de la Bretagne, les îles Chausey, les îles Saint-Marcouf, Tatihou ainsi que l'île Pelée (adossée à la rade de Cherbourg-en-Cotentin), île française la plus septentrionale.
Poole Harbour et Southampton Water constituent des baies britanniques. La baie de Saint-Brieuc, le golfe de Saint-Malo (avec la baie du Mont-Saint-Michel), la baie de Seine (avec la baie des Veys) et la baie de Somme constituent des baies françaises.

## Environnement
Plusieurs sujets d'étude préoccupent conjointement les chercheurs, parmi lesquels :
- l'eutrophisation générale de la Manche et de la mer du Nord (où l'on tente de modéliser l'impact des arrivées de nutriments d'origine humaine (engrais, eaux mal épurées, inondations, érosion des sols…) via le modèle ECOHAM1[30], qui est un modèle 3D intégrant des paramétrages physiques, chimiques et biologiques et le forçage par les radiations solaires ;
- la surpêche et les effets négatifs du chalutage sur les fonds marins ;
- un réchauffement général de l'eau (0,2 °C par décennie entre 1980 et 2012, particulièrement à la fin des années 1990 avec l'oscillation atlantique multidécennale) qui fait remonter vers le nord les espèces d'eau froide[31] et qui tend à modifier la composition et la répartition des communautés d'organismes marins[32]. Certains chercheurs anglo-saxons parlent de « tropicalisation » des eaux[33]. Ces évolutions compliquent notamment la gestion des quotas de pêche et les politiques de conservation des zones Natura 2000 ou du parc marin des trois estuaires ;
- l'arrivée d'espèces invasives[34] ;
- la montée de la mer et l'érosion du trait de côte qui peuvent aussi être source de pollutions marines. Le phénomène de surcote a fait l'objet d'études spécifiques pour le secteur Manche orientale[35].

### Biodiversité
Dans le cadre d'un projet Interreg IVA et IIIA CHARM, la Manche-Est a fait au début des années 2000 l'objet de cartographies regroupées dans un atlas des habitats de certaines espèces d'intérêt commercial et d'invertébrés (benthiques) caractéristiques d'habitats spécifiques. Cet atlas s'est attaché à aussi cartographier les lieux de vie des poissons selon leur âge, notamment pour les stades jeunes où les poissons sont les plus vulnérables. Les invertébrés qui ont été étudiés ont été :
- Abra alba ou syndesmie blanche (white furrow shell en anglais) ;
- Branchiostoma lanceolatum ou amphioxus (lancelet en anglais) ;
- Glycera spp. (glycera en anglais) ;
- Ophelia borealis ou ophélie boréale (ophelia en anglais) ;
- Ophiothrix fragilis ou ophiure fragile (common brittlestar en anglais) ;
- Pisidia longicornis ou crabe porcelaine (long-clawed porcelain crab en anglais) ;
- Polygordius lacteus ou polygordius (polygordius en anglais) ;
- Psammechinus miliaris ou oursin vert (green sea urchin en anglais) ;
- Spatangus purpureus ou spatangue pourpre (purple heart urchin en anglais) ;
- Sthenelais boa ou sthénélais (scale worm en anglais).

Plusieurs espèces de poissons (de la larve à l'adulte) et organismes d'intérêt halieutique ont aussi été décrites par leur habitat dans l'atlas :
- Chelidonichthys cuculus, grondin rouge (East Atlantic red gurnard en anglais) ;
- Clupea harengus ou hareng (Atlantic herring en anglais) ;
- Gadus morhua ou morue commune ou cabillaud (Atlantic cod en anglais) ;
- Limanda limanda ou limande (common dab en anglais) ;
- Loligo forbesi ou encornet veiné (veined squid en anglais) ;
- Loligo vulgaris ou encornet (European squid en anglais) ;
- Merlangius merlangus ou merlan (whiting en anglais) ;
- Microstomus kitt ou limande-sole (lemon sole en anglais) ;
- Mullus surmuletus ou rouget-barbet de roche (red mullet en anglais) ;
- Platichthys flesus, ou flet (flounder en anglais) ;
- Pleuronectes platessa, ou plie (common plaice en anglais) ;
- Raja clavata ou raie bouclée (thornback ray en anglais) ;
- Scyliorhinus canicula ou petite roussette ou saumonette (lesser-spotted dogfish ou small-spotted catshark en anglais) ;
- Sepia officinalis ou seiche commune (common cuttlefish en anglais) ;
- Solea solea ou sole commune (common sole en anglais) ;
- Spondyliosoma cantharus ou griset (black seabream en anglais).

### Énergie

Liaisons électriques HVDC en Europe (à l'exception des lignes de faible puissance). Légende :,,.

Les centrales nucléaires de Flamanville, Paluel et Penly sont implantées sur la côte française, en Normandie.
Le développement des énergies renouvelables intermittentes conduit au renforcement des interconnexions européennes. Aussi des câbles sous-marins relient-ils la France à la Grande-Bretagne, à savoir IFA 2000, IFA-2 et Eleclink. FAB Link qui tirerait partie de l'énergie marine du raz Blanchard et AQUIND Interconnector sont à l'état de projet ; ils sont retardés en raison du Brexit.
Des sites éoliens en mer sont retenus au large du Tréport, de Fécamp, Courseulles-sur-Mer et Saint-Brieuc. Le très grand parc éolien Centre-Manche, composé de deux zones contiguës Centre-Manche 1 et Centre-Manche 2, au large de la Seine-Maritime, du Calvados et de la Manche, est entre-temps annoncé,. Du côté britannique se trouve le parc éolien de Rampion (en). En revanche, le projet de parc éolien à Navitus Bay (en) a été abandonné en raison de la proximité d'un littoral inscrit au patrimoine mondial.

### Déchets
La pollution des littoraux et des fonds pourrait croître dans le futur autour des fosses qui ont été utilisées pour l'immersion spéciale de munitions non explosées après les guerres mondiales (y compris des munitions chimiques). Entre 1946 et 1993, quatorze pays ont déversé des déchets radioactifs dans la fosse des Casquets.
En Normandie, la France exploite l'usine de traitement de la Hague, en retrait par rapport au littoral. Le centre de stockage de la Manche, non banalisable à l’issue des 300 ans initialement prévus, jouxte l'usine de traitement de la Hague.
La Seine contamine la baie de Seine et le littoral du pays de Caux aux polychlorobiphényles.
L'érosion du littoral, que la crise climatique accentue, entraîne vers la mer les déchets d'anciennes décharges.

### Programmes internationaux
Alors que la France écrivait sa nouvelle stratégie marine et doit notamment définir le « bon état écologique » pour chacune de ses grandes aires marines, plusieurs projets soutenus par l'Union européenne (Programme INTERREG IVA) ont concerné la Manche et l'Arc-Manche, dont :
- EMDI (Espace Manche Development Initiative) (2004 -2008) sur le thème de l'espace Manche comme un espace pertinent de coopération à l’échelle européenne, dont comme bassin maritime d’expérimentation de la politique maritime intégrée promue par la Commission européenne ;
- PEGASEAS visait à favoriser au sein d'un « Forum de la Manche » une gouvernance franco-anglaise partagée et efficace de l'écosystème Manche-Mer du Nord[44] ;
- CAMIS, projet de 4 ans (octobre 2009 – décembre 2013) qui a rassemblé 19 partenaires français et anglais, et a produit un projet de plan d'action pour une « Stratégie maritime intégrée pour l'espace Manche »[45] (octobre 2013), avec 23 propositions ;
- CHANNEL-MOR, projet d'un an, entamé en 2014, financé à 100 % par l'Union européenne, qui a rassemblé des partenaires de 4 transmanche (dont Bretagne), pour développer la collecte de données d'intérêt pour les énergies marines renouvelables (EMR), identifier les coopérations possibles et mieux valoriser les compétences des acteurs concernés[46] et « constituer une « communauté EMR » pérennes en zone Manche »[47].

## Utilisation et gestion
Une plate-forme de coopération en matière de gouvernance, Arc Manche, a été mise en place pour faciliter l'analyse des activités et le portage de projets (entre autres, le projet « CAMIS » (Stratégie maritime intégrée de l'espace Manche), piloté par la région Haute-Normandie).

### Transport
Par son statut de bras de mer entre l'océan Atlantique et la mer du Nord, la Manche constitue la principale voie maritime entre l'océan Atlantique et l'Europe du Nord. En 2005, presque 20 % du trafic mondial des navires déclarés passe par la Manche. Le cabotage y a diminué, mais pourrait être relancé dans le cadre des « autoroutes maritimes » proposées comme alternative moins polluante au transport routier.

#### Liaisons maritimes
Des ferrys relient les îles Britanniques à l'Europe continentale depuis le XIXe siècle. Ces liaisons maritimes se font entre l'Angleterre et la France entre les ports suivants :
- Douvres - Calais ;
- Douvres - Dunkerque (note : Dunkerque borde la mer du Nord, pas la Manche) ;
- Newhaven - Dieppe ;
- Newhaven - Le Havre ;
- Portsmouth - Ouistreham ;
- Portsmouth - Cherbourg-en-Cotentin ;
- Portsmouth - Le Havre ;
- Portsmouth - Saint-Malo ;
- Poole - Saint-Malo ;
- Poole - Cherbourg-en-Cotentin ;
- Weymouth - Saint-Malo ;
- Plymouth - Roscoff.

Les liaisons entre la France et l’Irlande sont :
- Cherbourg-en-Cotentin - Rosslare ;
- Cherbourg-en-Cotentin - Dublin ;
- Le Havre - Rosslare ;
- Roscoff - Rosslare ;
- Roscoff - Cork.

#### Liaisons ferroviaires
Depuis le 6 mai 1994, l'inauguration du tunnel sous la Manche, permet de relier par voie ferroviaire les deux côtés de la Manche, sans interrompre pour autant les liaisons maritimes.

#### Sécurité maritime
Les courants et la densité du trafic, ainsi que le nombre élevé de navires transportant des produits dangereux font de la partie nord de la Manche une zone où les dangers et risques pour la sécurité maritime et la sécurité civile sont nombreux et importants. Un dispositif de séparation du trafic a été mis en place.
Des dizaines de milliers d'exilés traversent chaque année la Manche dans des embarcations précaires, venant de France et cherchant à rejoindre le littoral de l'Angleterre. Plusieurs dizaines d'entre eux se sont noyés ces dernières années,.
Toute la Manche (lieu du débarquement du 6 juin 1944, et de la bataille de Normandie) est aussi concernée par les séquelles de guerre, avec des centaines d'épaves de navires et avions datant des deux guerres mondiales et de nombreux dépôts immergés de munitions conventionnelles et chimiques.
Dans le détroit, les courants parmi les plus violents au monde entretiennent un écosystème très particulier, parfois comparé à une gigantesque station d'épuration à lit fluidisé, ne pouvant toutefois absorber les excès de nitrates et phosphates que la mer y reçoit, ni les toxiques non biodégradables.
Bien que non spectaculaire, la biodiversité y est significative et sa productivité bien plus encore. C'est une zone importante de frayères et de nourrissage pour les poissons, mais qui subit les impacts d'une pêche ancienne et intensive, et en particulier du chalutage, en sus des pollutions importantes d'origine terrestre ou marine. C'est aussi un très important couloir de migration pour les oiseaux et certains poissons et mammifères marins.

### Pêche
La Manche orientale, bien qu'exploitée par un nombre restreint (et en décroissance) de navires de pêche (chalutiers artisans de pêche côtière, bateaux de petite pêche), produit plus de 80 % des produits déclarés par les pays pêchant dans ce secteur, non sans impact écologique et sur la ressource.
Les principales espèces cibles sont la plie, le merlan, la morue et le rouget barbet qui tend à remonter vers le nord. La culture d'huîtres et de moules y est pratiquée, mais moins intensément qu'en Atlantique. Boulogne-sur-Mer, sur le littoral français, y est le premier port de pêche français en tonnage débarqué, et premier port européen pour le traitement des produits de la mer.
La mobilisation du monde de la pêche contre les éoliennes en mer est forte,,. Le comité des pêches des Côtes-d'Armor porte plainte contre le projet au large de Saint-Brieuc. Le parc de Barfleur sera plus grand qu'initialement prévu, aussi les pêcheurs de la Manche expriment-ils leur colère. Le 24 septembre 2021, les pêcheurs manifestent au Havre et à Cherbourg contre les éoliennes en mer.

## Traversées de la Manche

### À la nage
- Matthew Webb effectue la première traversée de la Manche à la nage le 25 août 1875.
- Gertrude Ederle est quant à elle la première femme à la traverser à la nage le 6 août 1926 en 14 heures et 39 minutes.
- Meilleure performance pour la traversée réalisée le 8 septembre 2012 par l'Australien Trent Grimsey en 6 heures et 55 minutes[58].
- Le 17 septembre 2019, Sarah Thomas est la première à réaliser une quadruple traversée de la Manche en 54 h 10[59].

### Aéronautique

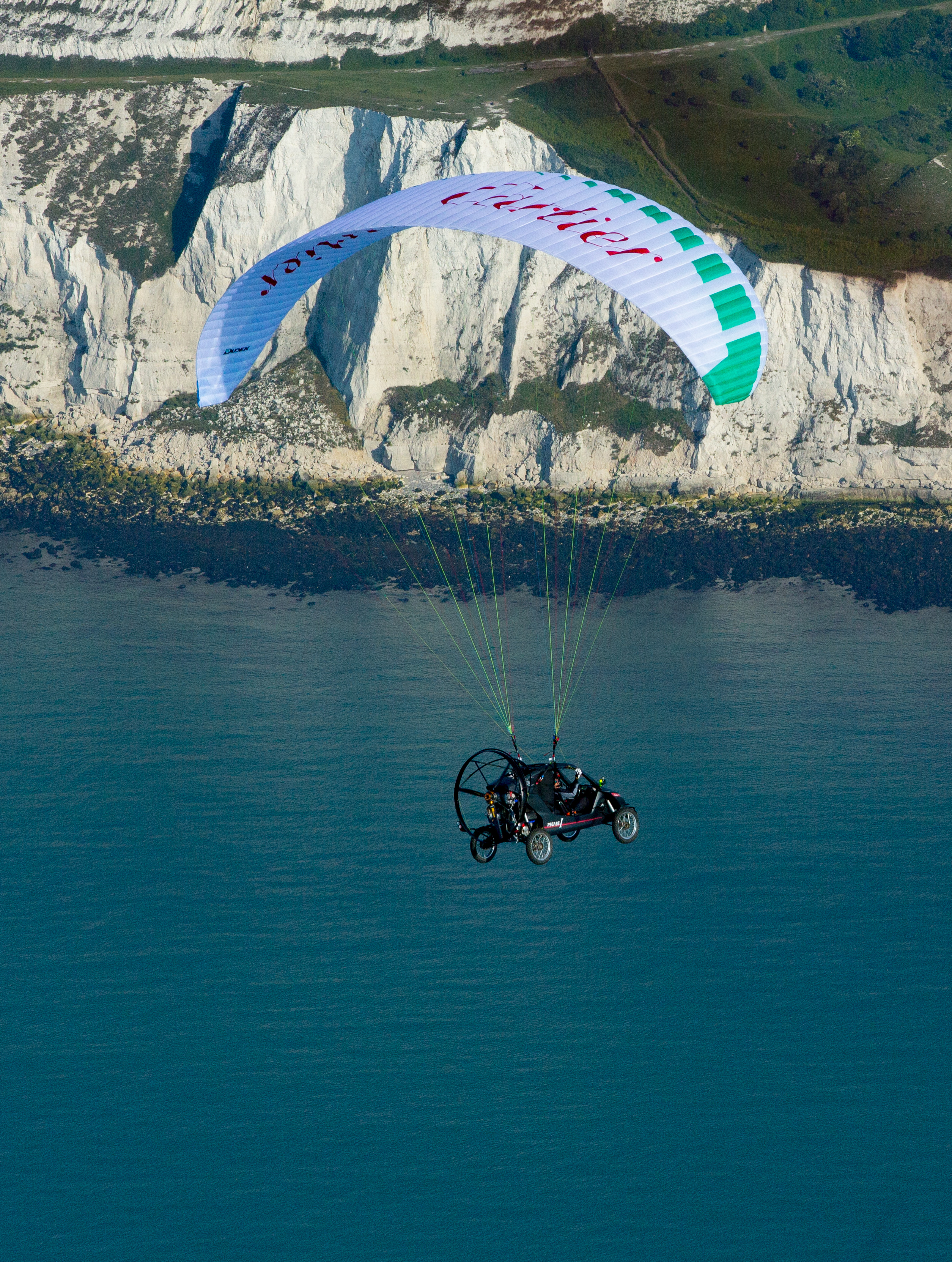
Survol des falaises anglaises avec la voiture volante Pégase développée par Vaylon.

- Le 7 janvier 1785, un ballon à gaz piloté par Jean-Pierre Blanchard et John Jeffries traverse la Manche dans le sens Angleterre-France.
- Le 25 juillet 1909, Louis Blériot fut le premier à traverser la Manche en avion.
- Le 2 juin 1910, le Britannique Charles Stewart Rolls est l'auteur d'une double traversée de la Manche sans escales, volant ainsi de Douvres à Calais aller-retour en 1 h30, avec un biplan Wright, remportant pour cet exploit une coupe offerte par M. Ruinart[61].
- Le 6 septembre 1910, le pilote américain John Moisant parvient à traverser la Manche avec « deux passagers », à savoir Albert Fileux, qui n'est autre que son mécanicien, et mademoiselle Fifi, son chat[62].
- 1912, l’Américaine Harriet Quimby est la première femme à traverser la Manche sur un Blériot XI, emprunté à Louis Blériot.
- Le 18 septembre 1928, l'Espagnol Juan de La Cierva va traverser la Manche avec un autogire, le C.8L-II à moteur Lynx de 240 chevaux, évoluant de l’aérodrome de Croydon à celui du Bourget, son vol au-dessus de la mer aura duré 20 minutes[63].
- Le 26 septembre 2008, Yves Rossy traverse la Manche en aile volante.
- Le 10 juillet 2015, l'e-Fan, un avion électrique, traverse la Manche[64].
- Le 14 juin 2017, Pégase est la première voiture volante à traverser la Manche[65].
- Le 4 août 2019, Franky Zapata traverse la Manche, avec escale, grâce à son prototype « Flyboard Air ».

### Cinéma
Le film Welcome de Philippe Lioret (2009) raconte les aventures d'un maître-nageur qui décide d'aider un jeune émigrant irakien à atteindre le Royaume-Uni à la nage.

### Historique
- 1785 : traversée de Douvres vers la France en ballon gonflé à l’hydrogène par le Français Jean-Pierre Blanchard et le physicien John Jeffries.
- 1875 : première traversée à la nage par Matthew Webb en 21 h 45 min de Douvres à Calais.
- 1909 : première traversée en avion par Louis Blériot en 38 min de Calais à Douvres à bord du Blériot XI.
- 1926 : Gertrude Ederle est la première femme à traverser la manche à la nage entre le cap Griz Nez et Kingsdown en 14 h 31 min.
- 1990 : le 1er décembre, jonction du tunnel sous la Manche.
- 1996 : première traversée par l’Eurostar.
- 2005 : record de traversée à la voile par L'Hydroptère en 34 min.
- 2008 : en août, première traversée en wakeboard par Karine Baillet en 2 h 8 min.
- 2008 : le 26 septembre, premier vol d’une aile volante par Yves Rossy, dit « Fusion man ».
- 2010 : le 18 septembre, Philippe Croizon (amputé des 4 membres) traverse la Manche à la nage.
- 2017 : le 14 juin a lieu la première traversée de la Manche en voiture volante, Vaylon Pégase Mk II.
- 2019 : le 4 août, Franky Zapata traverse la Manche, avec escale, grâce à son prototype « Flyboard Air », un réacteur dorsal.

#### Atlas
- Atlas-transmanche, site de l'université de Caen
- Channelcoast